# Hrabstwo Miami-Dade
Hrabstwo Miami-Dade (ang. Miami-Dade County) – hrabstwo w stanie Floryda w Stanach Zjednoczonych. Obszar całkowity hrabstwa obejmuje powierzchnię 2431,26 mil² (6296,93 km²). Według szacunków United States Census Bureau w roku 2009 miało 2 500 625 mieszkańców.
Hrabstwo powstało w 1836 roku.

## Miasta[4]
| - Aventura - Bay Harbor Islands - Coral Gables - Cutler Bay - Doral - Florida City - Golden Beach - Hialeah - Hialeah Gardens - Homestead - Medley - Miami - Miami Beach | - Miami Gardens - Miami Lakes - Miami Springs - North Bay Village - North Miami - North Miami Beach - Opa-locka - South Miami - Sunny Isles Beach - Surfside - Sweetwater - West Miami |

## Wsie[4]
- Bal Harbour
- Biscayne Park
- El Portal
- Indian Creek
- Key Biscayne
- Miami Shores
- Palmetto Bay
- Pinecrest
- Virginia Gardens

## CDP(miejscowości spisowe)[4]
| - Brownsville - Coral Terrace - Country Club - Country Walk - Fisher Island - Fountainbleau - Gladeview - Glenvar Heights - Golden Glades - Goulds - Homestead Base - Ives Estates - Kendale Lakes | - Kendall - Kendall West - Leisure City - Naranja - Ojus - Olympia Heights - Palm Springs North - Palmetto Estates - Pinewood - Princeton - Richmond Heights - Richmond West | - South Miami Heights - Sunset - Tamiami - The Crossings - The Hammocks - Three Lakes - University Park - West Little River - West Perrine - Westchester - Westview - Westwood Lakes |

| Populacja hrabstwa w poprzednich latach | Populacja hrabstwa w poprzednich latach |
| Rok                                     | Liczba ludności                         |
| --------------------------------------- | --------------------------------------- |
| 1980                                    | 1 572 842                               |
| 1990                                    | 1 937 094                               |
| 2000                                    | 2 253 362                               |
| 2005                                    | 2 376 014                               |

## Współpraca
- Veracruz, Meksyk
- Iquique, Chile
- Kingston, Jamajka
- Petit-Goâve, Haiti
- Bahamy
- Santo Domingo, Dominikana
- Lamentin, Gwadelupa
- Teneryfa, Hiszpania[5]
- Sztokholm, Szwecja
- Nowe Tajpej, Republika Chińska
- Pereira, Kolumbia
- Turks i Caicos
- San José, Kostaryka
- Saint Kitts i Nevis
- Prowincja Asti, Włochy
- Mendoza, Argentyna
- Monagas, Wenezuela
- São Paulo, Brazylia
- Pucallpa, Peru
- Praga, Czechy
- Santa Cruz, Boliwia
- Asunción, Paragwaj
- Maldonado, Urugwaj
- Kajmany